# بليك أندرسون
بليك أندرسون (بالإنجليزية: Blake Anderson)‏ مواليد 2 مارس 1984 في مقاطعة ساكرامينتو، الولايات المتحدة، هو ممثل ومنتج أمريكي بدأ مسيرته الفنية عام 2006.

## الأعمال
- ملحمي
- جيران
- أنتوراج
- هاوس
- كوميونتي
- عائلة سيمبسون

## وصلات خارجية
- بليك أندرسون على موقع IMDb (الإنجليزية)
- بليك أندرسون على موقع ألو سيني (الفرنسية)
- بليك أندرسون على موقع أول موفي (الإنجليزية)
- بليك أندرسون على موقع قاعدة بيانات الفيلم (الإنجليزية)
- بليك أندرسون على موقع كينوبويسك (الروسية)